# Ägersgölen
Ägersgölen är en sjö i Eksjö kommun i Småland och ingår i Emåns huvudavrinningsområde. Sjön är 8 meter djup, har en yta på 0,0848 kvadratkilometer och befinner sig 259,6 meter över havet. Vid provfiske har abborre, gädda och mört fångats i sjön.

## Delavrinningsområde
Ägersgölen ingår i det delavrinningsområde (639114-146354) som SMHI kallar för Ovan 639078-146515. Medelhöjden är 259 meter över havet och ytan är 35,49 kvadratkilometer. Det finns inga delavrinningsområden uppströms utan avrinningsområdet är högsta punkten. Silverån (Brusaån) som avvattnar avrinningsområdet har biflödesordning 2, vilket innebär att vattnet flödar genom totalt 2 vattendrag innan det når havet efter 167 kilometer. Delavrinningsområdet består mestadels av skog (87 %). Avrinningsområdet har 0,28 kvadratkilometer vattenytor vilket ger det en sjöprocent på 0,8 %.